# Liste der Flugzeuginsignien
Die Liste der Flugzeuginsignien enthält Markierungen auf militärischen und anderen Luftfahrzeugen, die die nationale Zugehörigkeit wiedergeben. Neben Kokarden (meist in den Nationalfarben) werden von den Luftstreitkräften auch eigene Symbole und Landeswappen beziehungsweise Ableitungen davon verwendet.
In einigen Ländern wird heute bei Kampfflugzeugen auch eine Variante mit geringer Sichtbarkeit (englisch: Low Visibility) verwendet, um die Tarnung des Flugzeugs nicht zu beeinträchtigen und in einigen Fällen, um zu vermeiden, dass ein für Infrarotsensoren sichtbarer Hot Spot entsteht, wie z. B. bei Luft-Luft-Raketen.

## Aktuelle Hoheitszeichen von Streitkräften

Afghanistan
Ägypten
Albanien
Algerien
Angola
Äquatorialguinea
Argentinien
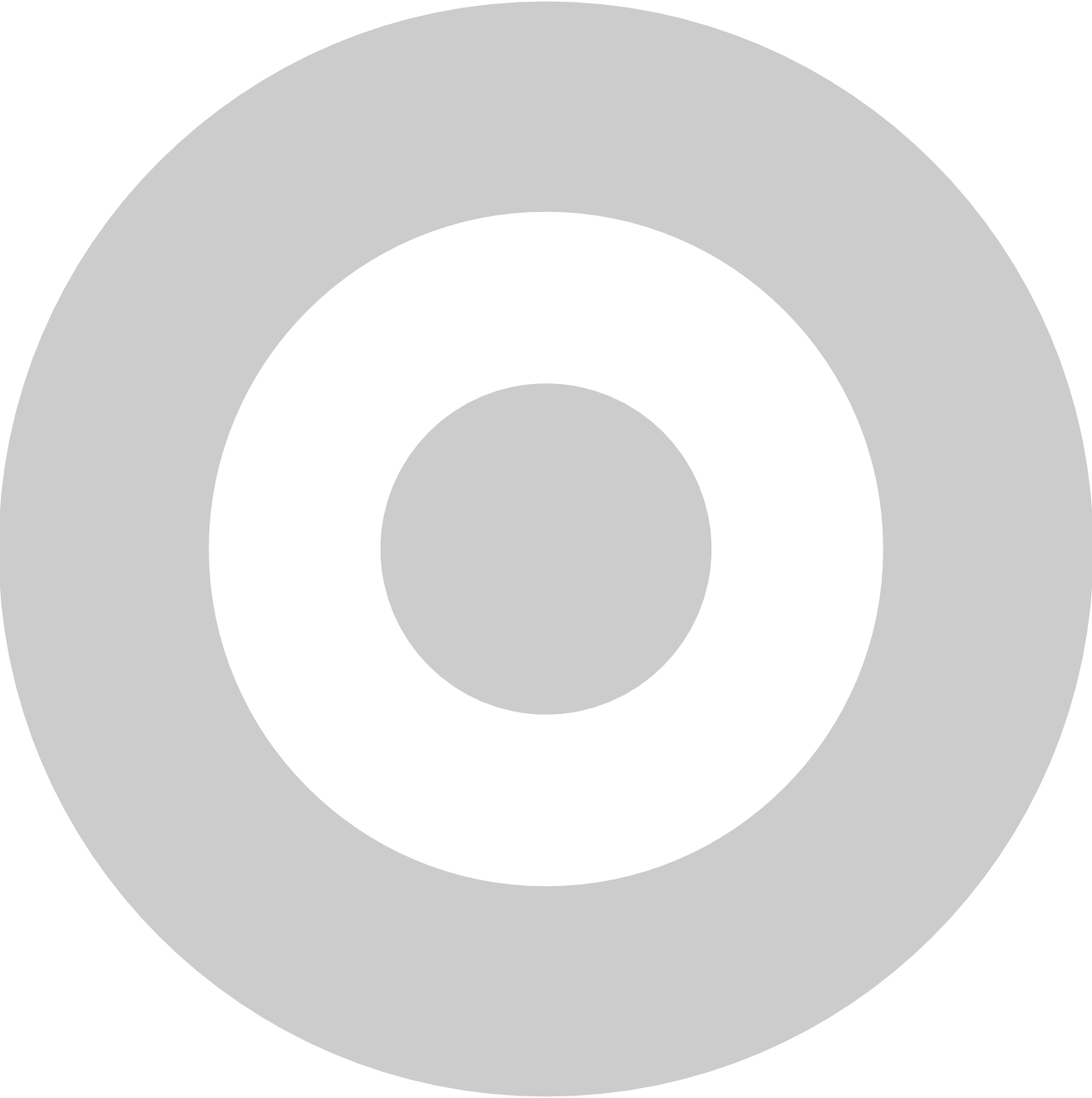
Argentinien – Low Visibility
Argentinien (Marine)
Argentinien (Marine) – Low Visibility
Armenien
Äthiopien
Australien
Australien – Low Visibility
Australien (Heer)
Aserbaidschan
Bahamas
Bahrain
Bangladesch
Belarus
Belgien
Benin
Bolivien
Botswana
Brasilien
Brasilien – Low Visibility
Brasilien (Marine)
Brasilien (Heer)
Brunei
Bulgarien
Burkina Faso
Chile
Chile – Low Visibility
Republik China
Republik China – Low Visibility
Volksrepublik China
Volksrepublik China – Low Visibility
Dänemark
Deutschland
Dschibuti
Dominikanische Republik
Dominikanische Republik – Low Visibility
Ecuador
Ecuador (Marine)
Elfenbeinküste
El Salvador
Eritrea
Estland
Finnland
Frankreich
Frankreich (Marine)
Frankreich (Marine) – Low Visibility
Gabun
Georgien
Ghana
Griechenland
Griechenland (Marine) – Low Visibility
Guatemala
Guinea
Honduras
Island
Indien
Indonesien
Indonesien (Heer)
Indonesien (Marine)
Iran
Irak
Irland
Israel
Italien – Low Visibility
Jamaika
Japan
Japan – Low Visibility
Jemen
Jordanien
Kambodscha
Kamerun
Kanada
Kanada – Low Visibility
Kasachstan
Katar
Kenia
Kirgisistan
Kolumbien
Kolumbien – Low Visibility
Kolumbien (Marine)
Kolumbien (Marine) – Low Visibility
Kolumbien (Polizei)
Republik Kongo
Demokratische Republik Kongo
Korea (Nord)
Korea (Süd)
Korea (Süd) – Low Visibility
Kroatien
Kroatien – Low Visibility
Kuba
Kuwait
Lettland
Lesotho
Libanon
Libyen
Litauen
Luxemburg
Mazedonien
Malawi
Malaysia
Malaysia (Marine)
Malediven
Mali
Malta
Marokko
Marokko (Marine)
Mauretanien
Mauritius
Mexiko
Mexiko – Low Visibility
Mexiko (Marine)
Moldau
Mongolei
Montenegro
Mosambik
Myanmar
Nepal
Niederlande
Niederlande – Low Visibility
Niederlande – Low Visibility
Neuseeland
Neuseeland – Low Visibility
Niger
Nigeria
Nigeria
Norwegen
Norwegen – Low Visibility
Oman
Österreich
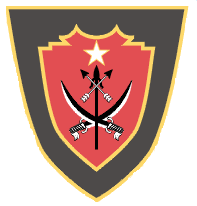
Osttimor
Pakistan
Pakistan (Marine)
Panama
Panama – Low Visibility
Papua-Neuguinea
Paraguay
Peru
Peru – Low Visibility
Peru (Marine)
Peru (Marine) – Low Visibility
Philippinen
Philippinen – Low Visibility
Polen
Polen – Low Visibility
Portugal
Portugal – Low Visibility
Rumänien
Russland
Sambia
Saudi-Arabien
Saudi-Arabien – Low Visibility
Schweden
Schweden – Low Visibility
Schweiz
Senegal
Serbien
Serbien – Low Visibility
Seychellen
Sierra Leone
Simbabwe
Slowakei
Slowakei – Low Visibility
Slowenien
Spanien
Sri Lanka
Südafrika
Südafrika – Low Visibility
Sudan
Suriname
Syrien
Tadschikistan
Tansania
Thailand
Togo
Transnistrien
Trinidad und Tobago
Tschad
Tschechien
Tschechien – Low Visibility
Tunesien
Türkei
Turkmenistan
Uganda
Ukraine
Ukraine (Marine)
Ungarn
Ungarn – Low Visibility
Uruguay
Uruguay (Marine)
Usbekistan
Vereinigte Arabische Emirate
Vereinigte Arabische Emirate – Low Visibility
Vereinigtes Königreich
Vereinigtes Königreich – Low Visibility
Vereinigtes Königreich – Low Visibility
Vereinigte Staaten
Vereinigte Staaten – Low Visibility
Vereinigte Staaten – Low Visibility
Venezuela
Venezuela (Marine)
Vietnam
Zentralafrikanische Republik

## Insignien von Regierungen und Organisationen

Zivilverteidigung (Zivilschutz)
Hongkong
NATO
Polen (Grenzschutz)
US Civil Air Patrol
Vereinte Nationen
Vereinigte Staaten (Küstenwache)

## Historische Hoheitszeichen von Streitkräften (Auswahl)

Deutsches Reich (Kaiserreich) (1910–1915), Österreich-Ungarn (1916–1918), Zarentum Bulgarien (1915–1918)
Deutsches Reich (Kaiserreich) (1916–1917)
Deutsches Reich (Kaiserreich, Weimarer Republik) (1917–1919)
(Groß-)Deutsches Reich (1935–1945)
Deutsche Demokratische Republik vor 1959[2]
Deutsche Demokratische Republik (1959–1990)
Österreich-Ungarn (1914–1916)
Schweiz (1914–1947)
Finnland (1918–1945)
Republik China (1920–1928)
Republik China und Republik China (Taiwan) (1928–1991)
Frankreich (1912–1945)
Königreich Italien (1940–1943)
Italienische Sozialrepublik (1943–1945)
Irland (1939–1954)
Jugoslawien (1945–1991)
FR Jugoslawien / Serbien und Montenegro (1992–2006)
Lettland (1918–1940)[3]
Lettland (1991–2000)
Norwegen (1912–1940)
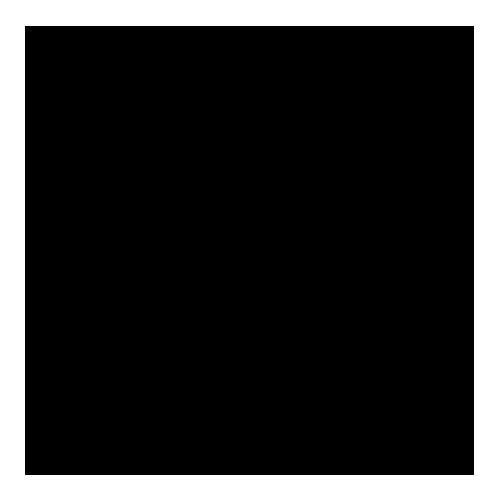
Osmanisches Reich (bis 1923)
Polen (1921–1993)
Russisches Kaiserreich (1912–1917)
Russland (1992–2010)
Schweden (1926–1937)
Luftstreitkräfte der Sowjetunion; ab 1943 mit weißer Umrandung
Türkei (1918/23–1972)
Königreich Ungarn (1942–1945)
Ungarn (1990–1991)
Vereinigtes Königreich (1937–1942)
Vereinigtes Königreich (1942–1947)
United States Army Air Service (1918–1919)
United States Army Air Corps (1919–1941)
United States Army Air Forces (1942–1943)
United States Army Air Forces (1943–1947)